# Асаф Месерер
Асаф Михайлович Месерер (6 ноември 1903, Вилнюс – 7 март 1992 г., Москва) е руски и съветски балетист, балетмайстор, преподавател и автор на книги; солист на Болшой театър, представител на династията Плисецки – Месерер. Носител на две Сталински награди (1941, 1947), народен артист на СССР (1976).

## Биография
Асаф Месерер е роден в едно от предградията на Вилнюс, в семейство на зъболекар Мендел Беркович (Михаил Борисович Месерер (1866 – 1942) и Сима Моисеевна Шабад (1870 – 1929). В семейството има още 9 деца.
С хореография се занимава от 15-годишна възраст. Първо учи в студиото на Михаил Мордкин, след това в Московското хореографско училище при Александър Горски. През 1921 г. е приет в балетната трупа на Болшой театър.
Работи в него до 1954 г. и през това време танцува почти всички водещи солови партии на класически руски и чуждестранни, а също и на съвременни съветски балети. За изпълнение на партията на Филип в балета на Борис Асафиев „Пламъкът на Париж“ през 1947 г. е удостоен със Сталинска награда I степен.
От средата на 1920-те години прави първите опити като балетмайстор. Интересите му в началния етап на тази дейност са свързани с експериментални постановки. След разгрома на съветския театрален авангард той се насочва към доминиращия по това време драматичен балет. Месерер поставя както балетни спектакли и танци в опери, така и отделни концертни номера, които често изпълнява сам. В края на 1920-те години режисьорът работи в Московския театър на малките форми „Синята блуза“.
Асаф Месерер е известен като добър балетен педагог. Работи първо в студиото „Драмбалет“, след това във вечерното студиото на Болшой театър. В периода 1923 – 1960 г. преподава в Московското хореографско училище. От 1946 г. води клас в Болшой театър, по-късно преподава и в чужбина.
Погребан е на Новодевичето гробище в Москва.

## Семейство
- Първа съпруга – Анел Судакевич, актриса и художник.
  - Син – Борис Месерер.
- Втора съпруга— Ирина Тихомирнова, балерина, балетен педагог, заслужила артистка на РСФСР.
- Сестри – Суламиф Месерер, балерина на Болшой театър, шампионка на СССР по плуване, педагог на „Токио бале“ и трупата на Кралския оперен театър Ковънт Гардън; Рахил Месерер, актриса на нямото кино.
- Брат – Азарий Азарин, актьор, художествен руководител на театър Ермолова.
- Племенница – Мая Плисецкая, балерина, балетмайстор, балетен педагог.
- Племенници – Наум Азарин, балетен педагог и репетитор; Азарий Месерер, радиожурналист, преводач, теоретик на массмедии; Михаил Месерер, педагог-балетмайстор, главен балетмайстор на Михайловски театър.

## Награди и звания
- 1941 – Сталинска награда II степен; за големи постижения в областта на балетното изкуство.
- 1947 – Сталинска награда I степен; за партията на Филип в балетен спектакъл „Пламъкът на Париж“ на Борис Асафиев.
- 1951 – Народен артист на РСФСР[3]
- 1953 – Заслужил деятел на изкуство на Латвийска ССР[4]
- 1976 – Народен артист на СССР
- 3 ордена, няколко медала.

## Филмография
- 1989 – „Асаф Мессерер“, документален филм, 55 мин, режисьор Феликс Слидовкер.
- 2003 – „Золотой век Асафа Мессерера“, документален филм, 39 мин, режисьор Никита Тихонов.